# 德魯·范·阿克爾
德魯·范·阿克爾（Drew Van Acker，1986年4月2日—）是美國的一位演員。他最著名的作品是在ABC家庭台電視劇美少女的謊言中飾演Jason DiLaurentis角色。他出生在費城，但居住在紐澤西州。